# Южномексиканский сокол
Южномексиканский сокол, или апломадо (лат. Falco femoralis), — вид хищных птиц рода соколов.

## Описание
Соколы среднего размера — длина 30—40 см, размах крыльев около 90 см, масса 200—300 г у самцов и 270—460 г у самок. Окраска верхней части тела тёмно-серая с синим оттенком (название «апломадо» с испанского языка переводится как «свинцового цвета»), грудь белая, брюшная сторона тёмная с поперечными белыми полосами. Клюв, кольцо вокруг глаз и ноги жёлтые или жёлто-красные. Самцы и самки окрашены одинаково. У молодых птиц синий оттенок тёмных частей оперения замещён коричневым.
Южномексиканский сокол широко распространён в лугах, саваннах и болотах от юга США на севере до Аргентины на юге. Основу кормовой базы составляют мелкие птицы.
В США южномексиканский сокол используется для соколиной охоты.